# 小川由秋
小川 由秋（おがわ よしあき、1940年 - ）は日本の歴史小説作家、時代小説作家。本名、高橋 脩（たかはし おさむ）。早稲田大学第一政経学部卒業。

## 略歴
大学卒業後、学陽書房に入社し、編集者となる。同社では地方自治関連書物を中心に企画・編集を行う。また、歴史・時代小説も手掛け、童門冬二著の『小説 上杉鷹山』はベストセラーとなった。童門冬二編集代表の同人誌『時代』の同人として小説を発表、2004年（平成16年）、真田幸隆を描いた『真田幸隆 「六連銭」の名家を築いた智将』にてデビュー。主に史実に沿った歴史小説を手掛ける。

## 作品リスト
※ 単行本の刊行順に記す。
- 真田幸隆 「六連銭」の名家を築いた智将（2004年1月、PHP研究所PHP文庫） ISBN 4-569-66102-5
- 木曽義仲 「朝日将軍」と称えられた源氏の豪将（2004年11月、PHP文庫） ISBN 4-569-66289-7
- 里見義堯 北条の野望を打ち砕いた房総の勇将（2005年12月、PHP文庫） ISBN 4-569-66553-5
- 山県昌景 武田軍団最強の「赤備え」を率いた猛将（2006年10月、PHP文庫） ISBN 4-569-66702-3
- 伊達三代記　晴宗・輝宗・政宗、奥州王への道（2008年4月、PHP文庫） ISBN 978-4-569-67011-9
- ふるさとを輝かせた名将・智将　歴史に学ぶ起死回生策（2009年5月、ぎょうせい） ISBN 978-4-324-08724-4
- 八幡太郎義家 「武士の時代」を切り拓いた名将（2009年8月、PHP文庫） ISBN 978-4-569-67306-6
- 武田信繁　信玄が最も信頼した名補佐役（2011年10月、PHP文庫）ISBN 978-4-569-67723-1
- 清盛と後白河院（2012年2月、PHP文庫）ISBN 978-4-569-67768-2